# 約瑟夫·穆瓦納體育場
約瑟夫·穆瓦納體育場（法語：Stade Joseph-Moynat）是一座位於法國托农莱班的多用途運動場，目前主要用作美式足球比賽，並是托農黑豹的主場，能容納約3,000至6,000名觀眾。運動場亦是當地足球會托农埃维昂大日内瓦足球俱乐部的主場。